# Boarmia
Boarmia is een geslacht van vlinders van de familie spanners (Geometridae), uit de onderfamilie Ennominae.

## Soorten
- B. acclinis Turner, 1947
- B. acrotypa Turner, 1917
- B. aculeata Fletcher, 1958
- B. adamata Felder, 1874
- B. adelphodes Meyrick, 1892
- B. aellographa Turner, 1947
- B. aganopa Meyrick, 1892
- B. agoraea Meyrick, 1892
- B. akiba Inoue, 1963
- B. albibasis Hampson, 1895
- B. anielaria Strecker, 1899
- B. aperta Bastelberger, 1911
- B. approximaria Leech, 1897
- B. arcearia Hampson, 1902
- B. assimilis Warren, 1902
- B. atactopa Turner, 1947
- B. atilla Schaus, 1901
- B. atmocyma Turner, 1917
- B. atrilunaria Mabille, 1893
- B. baouleana Herbulot, 1974
- B. barretti Prout, 1915
- B. baryspila Turner, 1947
- B. bilinearia Leech, 1897
- B. biserrata Hampson, 1902
- B. bisinuata Hampson, 1895
- B. cacozela Wehrli, 1943
- B. carinenta Cramer, 1777
- B. castigataria Bremer, 1864
- B. catephes Turner, 1947
- B. catharma Wehrli, 1945
- B. caumata Schaus, 1901
- B. cebra Dognin, 1895
- B. celosa Dognin, 1895
- B. cervina Hampson, 1895
- B. ceylonaria Nietner, 1861
- B. cineracea Moore, 1888
- B. cladara Prout, 1929
- B. clara Swinhoe, 1915
- B. cognata Walker, 1860
- B. coloba Turner, 1947
- B. complacita Prout, 1915
- B. conspersa Turner, 1947
- B. corticea Bastelberger, 1911
- B. corticola Goldfinch, 1944
- B. coryphocycla Prout, 1925
- B. curtaria Walker, 1866
- B. cyclophora Hampson, 1902
- B. cymatias Turner, 1947
- B. cymatomita Turner, 1947
- B. chloana Prout, 1926
- B. chloralphus Wehrli, 1937
- B. danieli Wehrli, 1932
- B. decrepitata Wileman, 1911
- B. decursaria Walker, 1860
- B. definita Butler, 1881
- B. delatina Swinhoe, 1900
- B. delika Swinhoe, 1902
- B. delosticha Turner, 1917
- B. destinataria Guenée, 1858
- B. diadela West, 1929
- B. diffluaria Walker, 1860
- B. diffusaria Albers, 1949
- B. dimidiaria Walker, 1860
- B. driophila Goldfinch, 1944
- B. ectropodes Prout, 1913
- B. eosaria Walker, 1862
- B. epiconia Turner, 1925
- B. epilyciaria Oberthür, 1910
- B. eremias Meyrick, 1892
- B. eucrypta Turner, 1947
- B. eugraphica Turner, 1917
- B. exelisia Semper, 1901
- B. exilis Warren, 1900
- B. fimbriata Moore, 1867
- B. flavimedia Hampson, 1895
- B. formosana Wileman, 1912
- B. fulvipicta Wileman, 1915
- B. garlopa Dognin, 1895
- B. gitanaria Schaus, 1901
- B. gladstonei Prout, 1922
- B. glaucocincta Hampson, 1907
- B. glaucodisca Swinhoe, 1894
- B. gonophora Prout, 1916
- B. gravis Turner, 1947
- B. griseifusa Sonan, 1928
- B. grosica Schaus, 1901
- B. harmodia Turner, 1947
- B. hemiprasina Prout, 1928
- B. hibernaria Swinhoe, 1885
- B. hilararia Möschler, 1890
- B. hyposticta Wehrli, 1925
- B. ichnochroma Prout, 1928
- B. idiochroa Prout, 1925
- B. infaustaria Walker, 1866
- B. infixaria Walker, 1860
- B. insolitaria Leech, 1897
- B. intrusilinea Prout, 1915
- B. irrelata Herbulot, 1989
- B. jejunaria Leech, 1897
- B. kaibatonis Matsumura, 1925
- B. laeca Schaus, 1912

- B. latifascia Hampson, 1895
- B. leptodesma Meyrick, 1892
- B. leucanthes Turner, 1947
- B. leucocyma Hampson, 1907
- B. leucodontata Hampson, 1896
- B. leucoplecta Meyrick, 1892
- B. leucozona Hampson, 1895
- B. lithina Warren, 1897
- B. loxocyma Turner, 1917
- B. loxographa Turner, 1917
- B. loxosticha Turner, 1941
- B. marcentaria Püngeler, 1902
- B. marginata Schaus
- B. melanosticta Hampson, 1895
- B. mesochra Turner, 1947
- B. mesotoechia Prout, 1926
- B. metapolia Turner, 1947
- B. minuta Druce, 1898
- B. mniophilaria Guenée, 1857
- B. mollearia Walker, 1860
- B. monotona Inoue, 1978
- B. multipunctata Dognin, 1909
- B. nebetta Dyar, 1916
- B. nepalensisi Hampson, 1902
- B. notaticosta Prout, 1929
- B. novaria Walker, 1860
- B. nudicosta Inoue, 1983
- B. nyctopora Turner, 1917
- B. obliquisigna Wileman, 1912
- B. obscuraria Leech, 1897
- B. odontocrossa Turner, 1947
- B. odontosticha Turner, 1947
- B. orizabaria Schaus, 1897
- B. pagana Dognin, 1895
- B. pallida Hampson, 1891
- B. pallidiscaria Walker, 1862
- B. panconita Turner, 1917
- B. pansticta Turner, 1947
- B. penthearia Guenée, 1858
- B. perfectaria Walker, 1860
- B. phaeopasta Turner, 1947
- B. phantomaria Graeser, 1890
- B. phloeopa Turner, 1947
- B. phricomita Turner, 1947
- B. pissinopa Turner, 1922
- B. pissoconata West, 1929
- B. platyleuca Turner, 1947
- B. plumalis Butler, 1886
- B. polystrota Hampson, 1907
- B. postcandida Wehrli, 1924
- B. praeclarata Püngeler, 1899
- B. primitiaria Walker, 1860
- B. prionodes Turner, 1947
- B. procursaria Walker, 1860
- B. promota Walker, 1860
- B. proschora Turner, 1926
- B. pudenda Inoue, 1983
- B. punctimarginaria Leech, 1897
- B. reparata Walker, 1860
- B. sachalinensis Matsumura, 1911
- B. semialba Moore, 1887
- B. separata Walker, 1860
- B. serratilinea Warren, 1896
- B. sonicaria Schaus, 1901
- B. spodochroa Turner, 1947
- B. sponsa Prout, 1916
- B. squamigera Felder, 1875
- B. stigmaria Walker, 1860
- B. suasaria Guenée, 1857
- B. subochrearia Wileman & South, 1917
- B. subpennaria Guenée, 1858
- B. subpictilis Prout, 1932
- B. subrugata Walker, 1862
- B. subtochracea Hampson, 1902
- B. symmorpha Turner, 1904
- B. synchroma Schaus, 1901
- B. taeniota Turner, 1917
- B. tessaramita Turner, 1947
- B. thermea Meyrick, 1892
- B. transponenda Herbulot, 1989
- B. tumartinaria Staudinger
- B. viertlii Bohatsch, 1883
- B. virescens Turner, 1947
- B. virguncula Prout, 1927
- B. xenobia Wiltshire, 1966
- B. zaloschema Turner, 1917
- B. zaragoza Beutelspacher, 1984
- B. zascia Meyrick, 1892
- B. zernyaria Rungs, 1946